# 村上源氏
村上源氏（むらかみげんじ）は、第62代村上天皇の皇子を祖とする源氏氏族で、賜姓皇族の一つ。姓（カバネ）は朝臣。近世以前の呼称は天暦御後。源氏の代表として長らく源氏長者を占め、嫡流の久我家や中院家を始めとする10家の堂上家が存続した。また武家でも赤松氏やその支流である奥平氏や有馬氏などが村上源氏の一族を称している。

## 歴史

### 村上源氏の成立
村上天皇の末子、昭平王が天徳4年（960年）に臣籍降下し、源氏姓を受けたのが最初の村上源氏である。しかし昭平は貞元2年（977年）に皇籍復帰し、親王宣下を受けている。村上天皇の子で臣籍降下したのは昭平のみであり、昭平の復帰により村上源氏は一旦消滅している。
名が分かる村上源氏の人物が再び現れるのは、村上天皇の孫世代である。このうち名が分かるのは致平親王、為平親王、具平親王の子であるが、源氏賜姓を受けたのは男子に限られ、女子は女王を称した。
しかし多くの者は四位の官人として生涯を終え、公家としての家を存続させることはできなかった。議政官の地位に昇ったのは為平親王の子・源顕定と具平親王の子・源師房のみである。

### 土御門流の繁栄
具平親王の娘隆姫女王は藤原氏御堂流嫡流の藤原頼通の正室となったが、子供が生まれなかった。頼通は隆姫女王の弟資貞王を猶子として迎えた。頼通の父・藤原道長も資貞王を寵愛しており、娘の尊子を嫁がせた上に、頼通に男子が生まれなければ藤原氏に改姓させて摂関家を相続させる計画もあった。しかし頼通は結局甥の信家を養子とし、資貞王は寛仁4年（1012年）の元服後に源師房と名を改めた。
師房は頼通の後継者とはならなかったものの、娘・麗子は藤原師実の正室、師房の次男源顕房の娘・師子は藤原忠実の正室となり、後に藤原頼長が「彼の右府（師房）外戚先祖と為す」としたように、強い姻戚関係で結ばれることとなる。頼長が師房の子孫は御堂流の一族であると評し、師房の子孫である北畠親房が『神皇正統記』において道長・頼通を遠祖のごとく思うとしているように、師房の一族は「御堂末葉」として認識されていた。師房自身も治暦元年（1065年）に源氏として70年ぶりの大臣（内大臣）に就任している。師房は更に右大臣にのぼり、土御門大路の北側の土御門殿に居住したため、「土御門右大臣」と呼ばれた。以降源氏長者は、室町時代の足利義満の登場まで師房の系統に独占されることとなる。
師房の子源俊房と顕房はその後も栄達を続け、左大臣と右大臣を同時期につとめ、娘・賢子が産んだ堀河天皇の治世では、さらに左右の近衛大将に就任し、「左右大臣、左右大将、源氏同時に相並ぶ例、未だ此の事あらず」と呼ばれた。さらに康和4年(1102年)には村上源氏の公卿が8人存在するようになり「近代公卿廿四人、源氏の人半ばを過ぎるか、未だ此の如き事あらんか」と評されるほどの隆盛を極めた。しかし俊房は皇位継承問題によって次第に孤立し、鳥羽天皇の暗殺を企てたという疑いをかけられて事実上失脚に追い込まれた。一方で顕房の系統はその後も栄達を続け、その子孫の系統は顕房を祖とする「中院流」と呼ばれた。また顕房は洛南の久我に別荘を築き、これにちなんで嫡流は「久我流」とよばれることとなる。
顕房の長男・源雅実は源氏として初めて太政大臣となっている。また雅実の子雅定は、中院に居住していたため「中院入道右大臣」と呼ばれた。
雅定の孫源通親は後白河法皇・後鳥羽天皇の側近として活躍し、建久七年の政変で九条兼実を失脚に追い込んで権勢を手にした。
さらに建久9年1月（1197年12月）には土御門天皇の外祖父となったことで「源博陸」と呼ばれるほどの権勢をふるった。
通親の子の代で嫡流は4家に分かれ、二男の系統が堀川家、三男の系統が久我家、四男の系統が土御門家、五男の系統が中院家を称するようになった。
また日本における曹洞宗を開いた道元は通親の子、もしくは孫とされている。

### 中世後期
南北朝時代には久我支流の北畠親房と顕家父子が南朝方に仕えて活躍し、その子孫は伊勢国で公家でありながら武家でもあるという伊勢北畠氏として戦国時代まで続いた。また、陸奥国では北畠家の一族を称する浪岡氏が勢力を築いている。
またこの時代には村上源氏後裔を名乗る赤松則村・則祐父子が播磨国で勢力を奮い、赤松氏は室町幕府の侍所所司を務める、いわゆる四職として重んじられた。また南朝方で活躍した名和氏も村上源氏支流を称している。
一方で室町時代には堀川・土御門両家が断絶し、久我家・中院家が存続していく。久我家は清華家、中院家は大臣家と、公家社会で上層の地位を占めた。

### 江戸時代以降
江戸時代には岩倉家などの新家が増え、幕末期までに合計10家の堂上家が成立している。また武家では赤松氏庶流の久留米藩摂津有馬氏、中津藩奥平氏が大名として存続している。
幕末期には久我家庶流の岩倉具視・東久世通禧が活躍し、岩倉家は華族最高位の公爵家となった。昭和期には摂津有馬氏の有馬頼寧が農林大臣をつとめ、後に日本中央競馬会の理事長となった。日本競馬の重賞である有馬記念の名は頼寧に由来している。

## 系譜
村上天皇諸皇子系譜
具平親王流（嫡流）系図、中院流諸家略系図
村上源氏の嫡流である中院流は、江戸時代末には堂上公家のうち1清華家・1大臣家・8羽林家（計10家）を占めていた。
系図の詳細については各家項目の系図を参照。
為平親王流系図

## 主な村上源氏

### 公家
- 久我家（清華家）
  - 六条家
    - 千種家

  - 岩倉家
    - 千種家
    - 植松家

  - 久世家
  - 東久世家
  - 梅渓家
- 中院家（大臣家）
  - 愛宕家
  - 北畠家
    - 治房流男爵家
- 堀川家
- 土御門家
- 白川伯王家 - 三代目の源顕康は花山天皇の玄孫であったが、源顕房の養子となって源氏賜姓を受けており、当時は天暦御後（村上源氏）として扱われていたと見られている[1]。尊卑分脈では花山源氏として扱われている[21]。

### 武家
- 北畠支流
  - 浪岡氏
  - 伊勢大河内氏
  - 木造氏
  - 田丸氏
  - 神戸氏
  - 星合氏
- 海老名氏
  - 本間氏
- 赤松氏
  - 摂津有馬氏
  - 奥平氏
- 名和氏